# マトケ

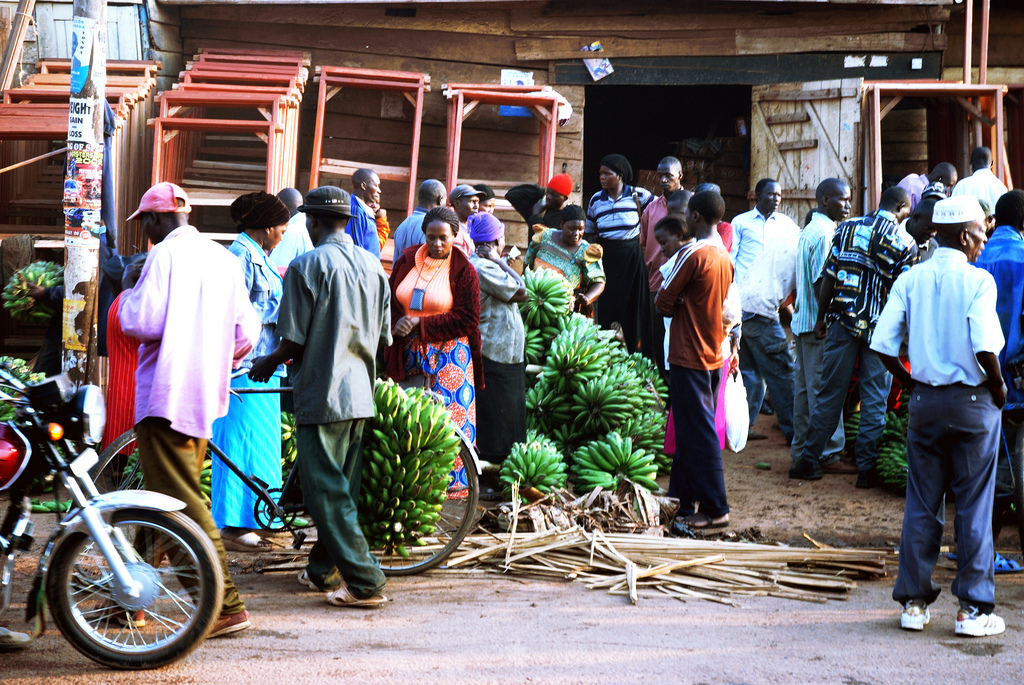
カンパラ（ウガンダ）のマトケ市場

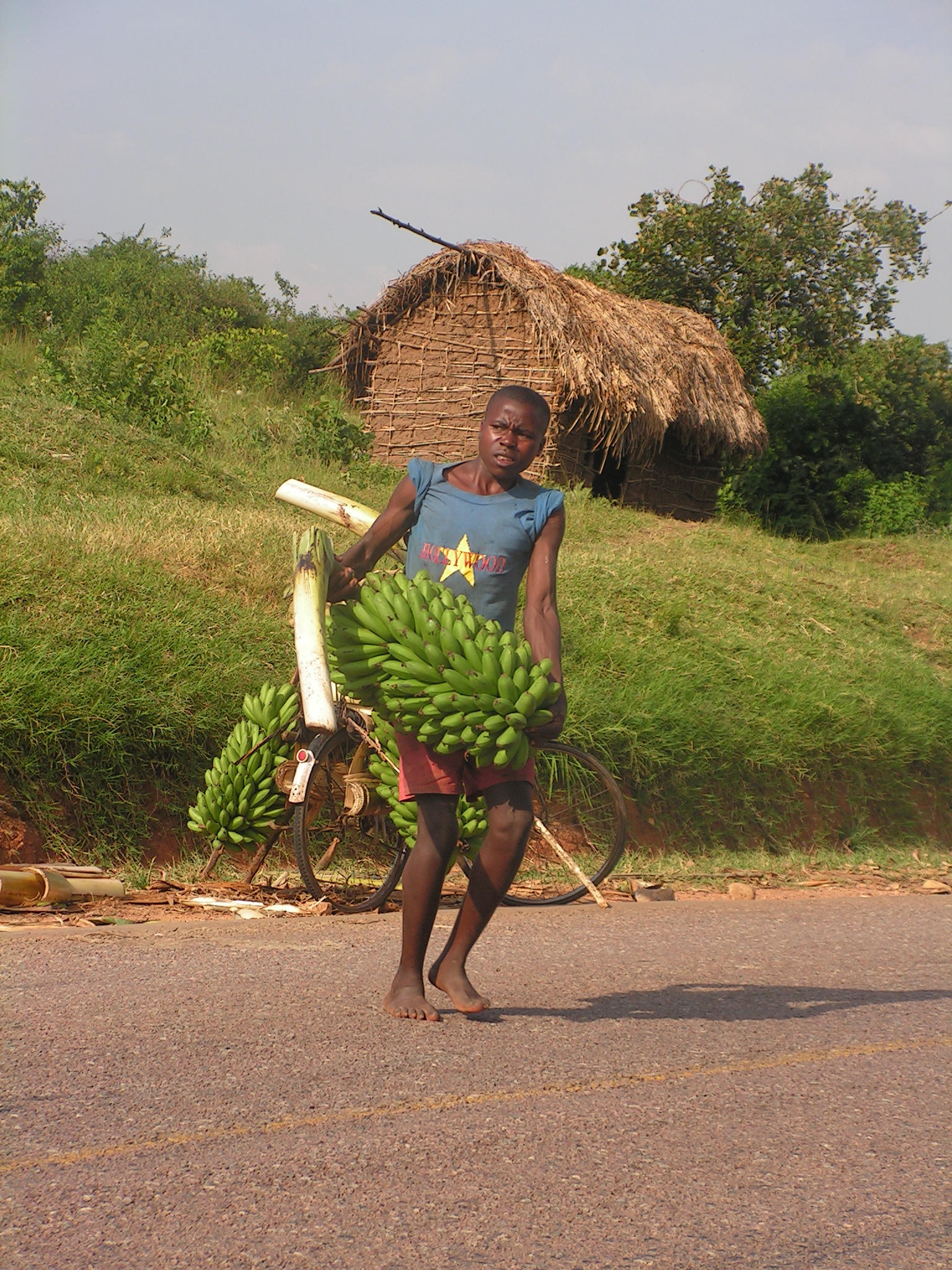
ウガンダのマトケ売り

マトケ(Matoke)は、デンプン質の多いバナナである。果実は緑色のまま収穫され、皮をむいて加熱し、潰して食べる。
ウガンダとルワンダでは、果実を蒸して潰したものは、両国の国民食と考えられている。ウガンダのブガンダ族は、最高のマトケ料理を作るということに極めて誇りを持っている。
中程度の大きさで緑色の東アフリカ高地系バナナ(AAA-EA)の果実がウガンダのバントゥー語群でマトケと言われる。
バナナの調理には長い歴史があり、現在でもウガンダのヴィクトリア湖周辺、タンザニアの西部及びキリマンジャロ地域では、主要な作物の1つである。

## 調理

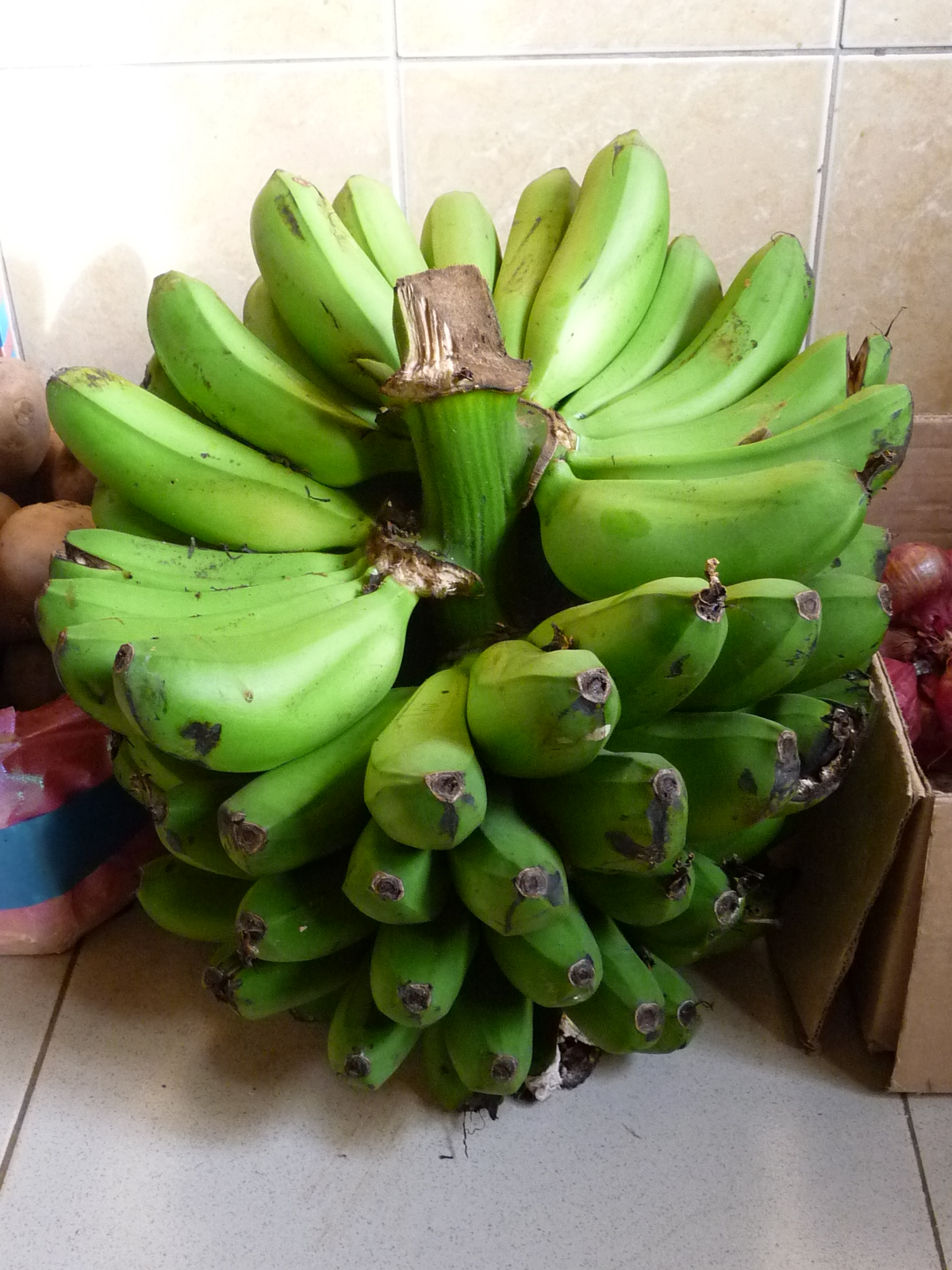
マトケの果実

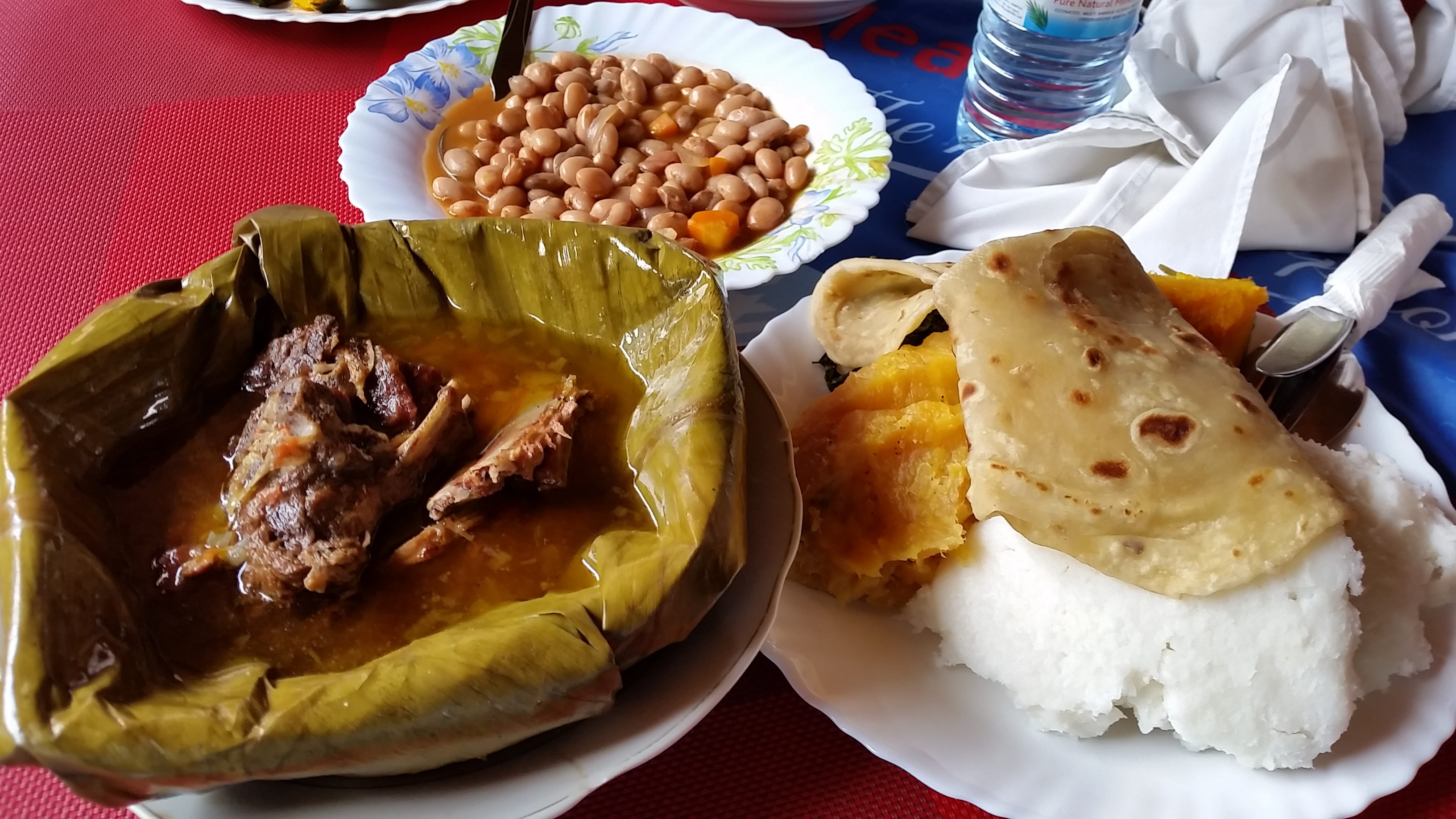
蒸したマトケを含むウガンダの伝統的な食事

ナイフで皮をむき、植物の葉（またはプラスチック）で包んで、バナナの茎を下にしてスフリアと呼ばれる深鍋に入れる。その後、深鍋を木炭か薪の上で加熱し、数時間蒸す。その間、何度か鍋の底に水を注ぐ。茎により、葉に包まれた果実は水より上に保たれる。加熱前には白色でかなり固いが、加熱後は黄色く柔らかくなる。加熱したバナナを葉に包んだまま潰し、しばしばバナナの葉に乗せて提供する。野菜、潰したラッカセイ、ヤギ肉や牛肉等から作るソースをかけて食べる。
また、マトケはカトゴと呼ばれるウガンダで非常に人気のある朝食の材料になる。カトゴは、皮をむいたバナナとラッカセイまたは牛肉から作るが、モツやヤギ肉が用いられることもある。
タンザニアのブコバでは、マトケは肉または燻製したナマズ、及び豆またはラッカセイとともに加熱する。この方法により、別のソースを用意する必要がなくなる。このレシピでは、マトケは潰さない。1980年代初期まで、この料理はブコバで最も一般的で、一年中食べられていた。